# Aéroport international Francisco-Sarabia
L'aéroport international De Torreón Francisco Sarabia ou Aéroport international de Torreón (code IATA : TRC • code OACI : MMTC • code DGAC M. : TRC), est l'aéroport de la ville de Torreón et le plus important dans l'état de Coahuila, au Mexique, avec des  vols nationaux et internationaux.
L'administration de cet aéroport est à la charge du Groupe aéroportuaire Centre Nord. L'aéroport a eu une croissance de plus de 25 % en passagers pendant la dernière décennie. En réponse à cette croissance, le terminal de l'aéroport a récemment[Quand ?] été élargie et remodelé, en améliorant de façon notable son image et ses services.
L'aéroport de Torreón gère le trafic aérien national et international de la Zone métropolitaine de la Lagune, qui comprend également les villes de Gómez Palais et Lerdo dans l'état de Durango.

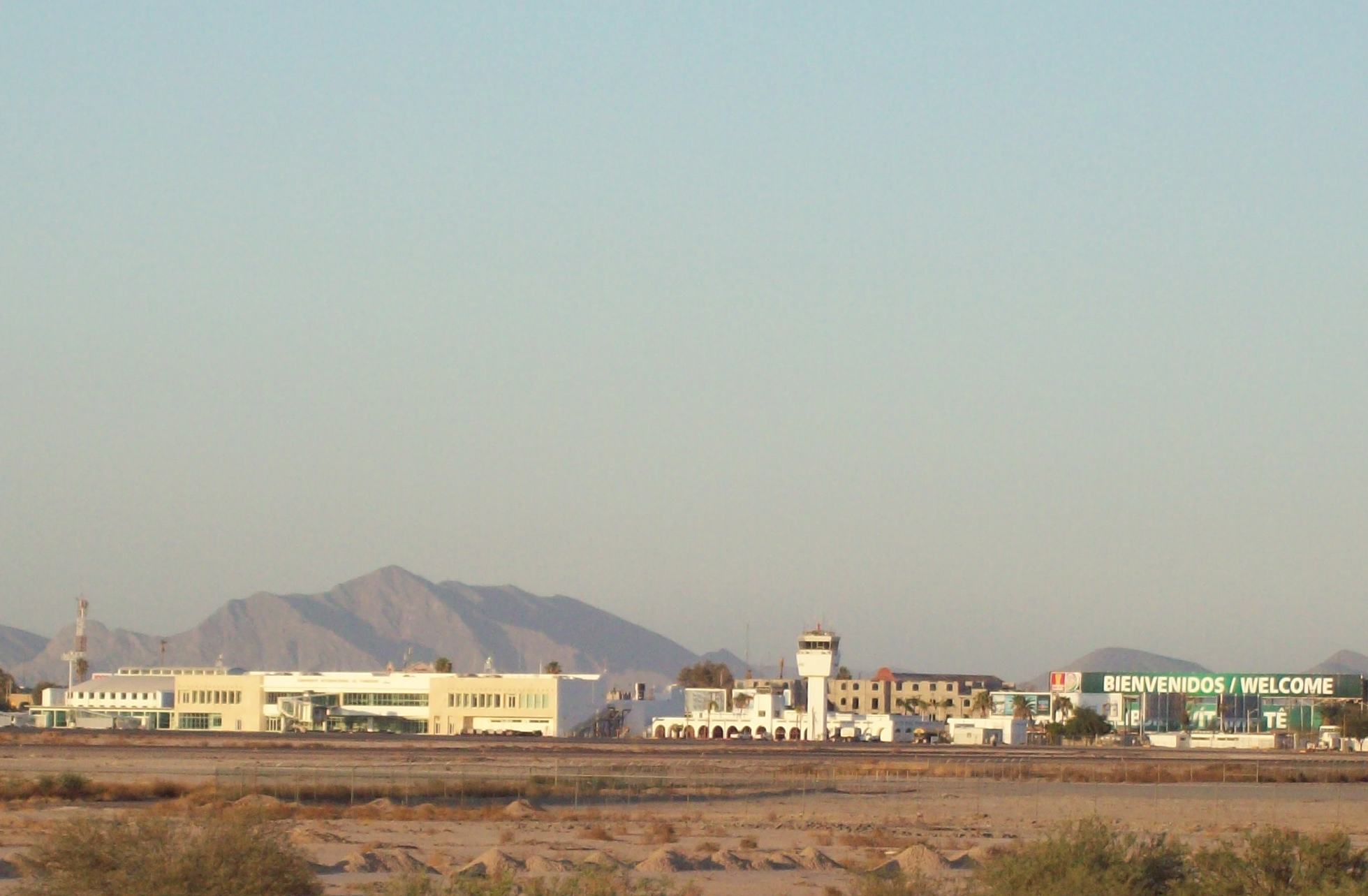
Vue du terminal.

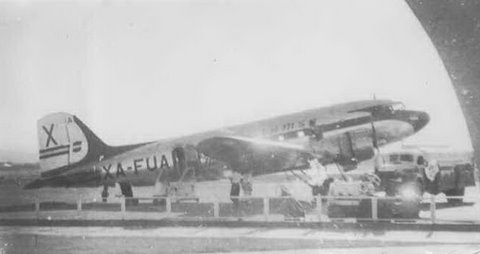
DC-3 de LAMSA dans l'aéroport.

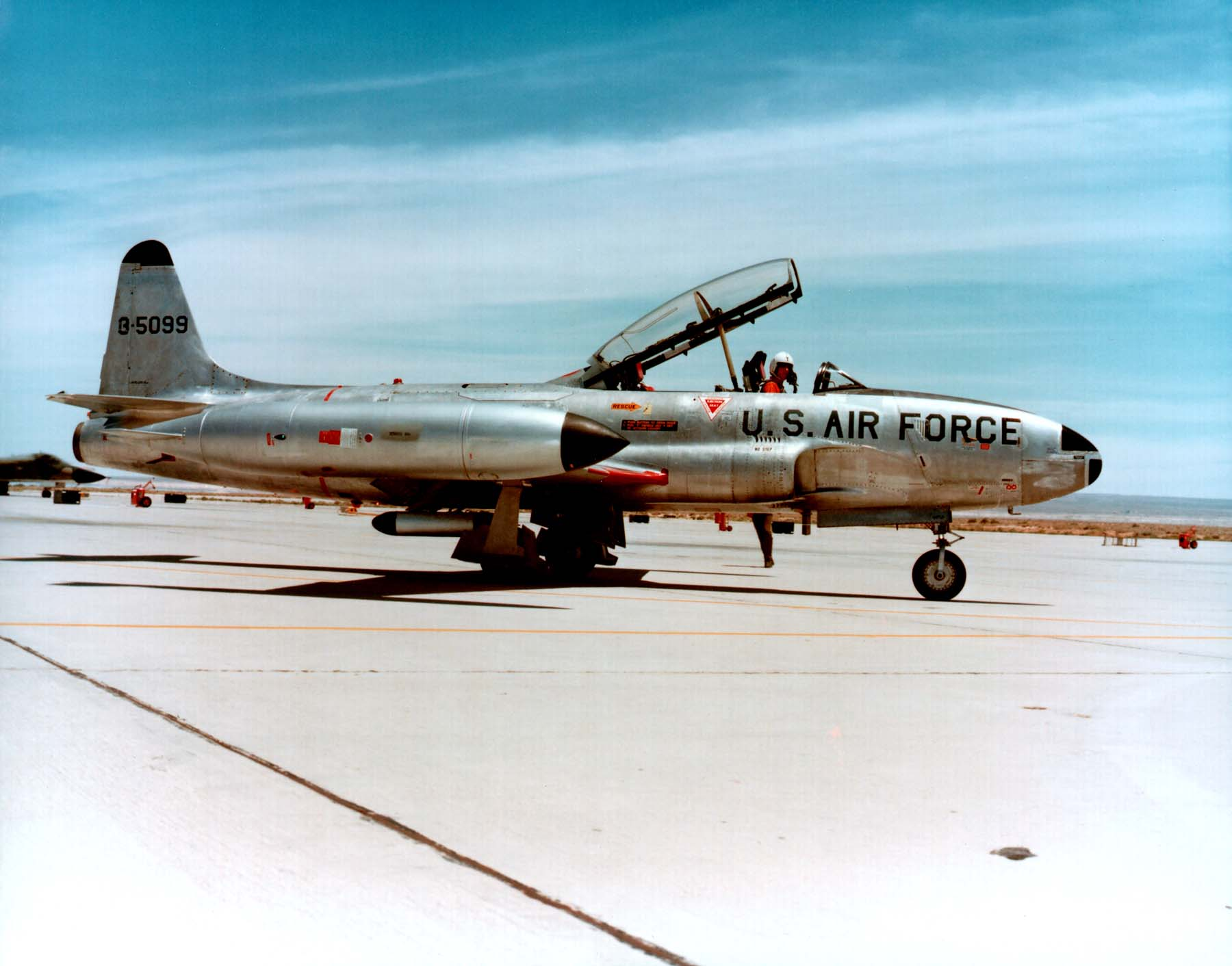
T-33 à Torreón.

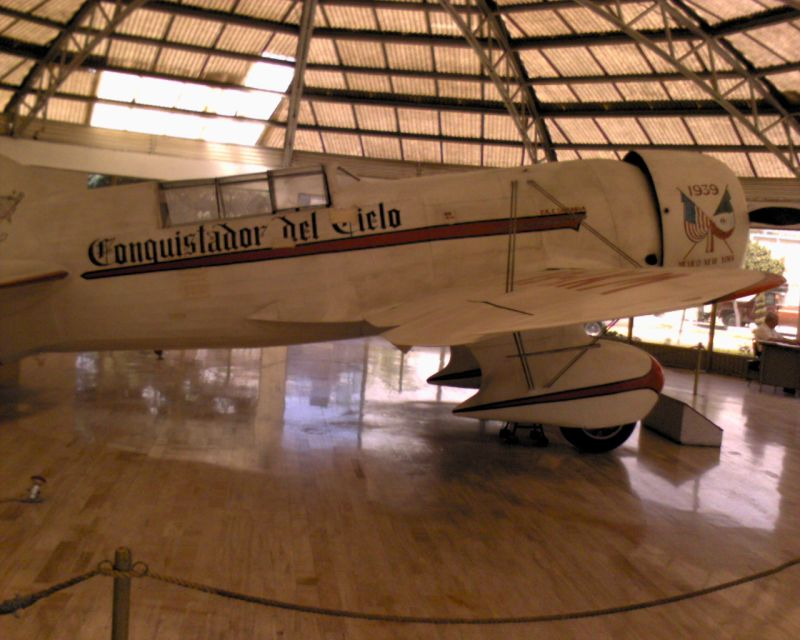
Avion de Francisco Sarabia à Lerdo.

## Histoire
Il accueille son premier vol le 25 mars 1946, à 7 h 00 du matin : le vol 201 en provenance de Mexico; l'appareil était un Douglas DC-3 de LAMSA (Lignes Aériennes minières S.A.).
Le vendredi 4 juin 1954, l'aéroport est devenu le premier aéroport du pays à recevoir un avion à réaction, puisque ce jour dans la nuit autour de 22 h 30, un avion d'entraînement Lockheed T-33 originaire de la Base Williams dans l'État d'Arizona y a effectué un atterrissage d'urgence.

## Situation
| \| 500 km1:6 468 000 \| Acapulco Aguascalientes Huatulco Campeche Cancún Chetumal Chihuahua Ciudad · del Carmen Ciudad Juárez Ciudad · Obregón Ciudad · Victoria Colima Cozumel Culiacán Guanajuato Durango Guadalajara Hermosillo Ixtapa · Zihuatanejo La Paz San José · del Cabo Los Mochis Matamoros Mazatlán Mérida Mexicali Mexico B.J. Mexico F.A. Minatitlán Monterrey Morelia Nuevo · Laredo Oaxaca Playa · de Oro Puebla Puerto · Escondido Puerto · Vallarta Querétaro Reynosa San Luis · Potosí Tampico Tapachula Tepic Tijuana Toluca Torreón Tuxtla Gutiérrez Uruapan Veracruz Villahermosa Zacatecas |
| 500 km1:6 468 000 |

## Information
La ville fait partie d'une des régions industrielles et commerciales les plus importantes du Mexique en comptant sur plus de 300 usines. La région de la Laguna est également connue par ses activités agricoles (coton, foin, melon, entre autres) et pour avoir la production laitière la plus importante du pays.
En 2014, Torreón a reçu à 523 783 passagers, alors qu'en 2015 il a reçu à 556 449 passagers, selon des données publiées par le Groupe Aéroportuaire Centre Nord.
L'aéroport a été nommé en honneur à Francisco Sarabia Tinoco, pionnier de l'aviation commerciale mexicaine, originaire de la ville voisine de Lerdo, dans l'État de Durango. Le Musée Sarabia est situé à l'entrée de l'aéroport où se trouve l'avion avec lequel il a établi un record de vol entre la Mexico et New York. Francisco Sarabia Tinoco est mort en s'écrasant dans la Rivière Potomac. Sa principale activité a été de créer les routes aériennes pour le courrier, principalement dans le sud-est du pays.

## Statistiques
Pour des raisons techniques, il est temporairement impossible d'afficher le graphique qui aurait dû être présenté ici.

Voir la requête brute et les sources sur Wikidata.

## Aéroports proches
Les aéroports les plus proches sont :
- Aéroport international de Durango (196 km)
- Aéroport international Plan de la Guadeloupe (250 km)
- Aéroport international général Leobardo C. Ruiz (306 km)
- Aéroport international de Monterrey (332 km)
- Aéroport international général Rafael Buelna (400 km)